# Anzhelika Kotiuga
Anzhelika Kotiuga –en ruso, Анжелика Котюга; en bielorruso, Анжаліка Кацюга, Anzhalika Katsiuha– (Minsk, URSS, 26 de mayo de 1970) es una deportista bielorrusa que compitió en patinaje de velocidad sobre hielo.
Ganó dos medallas en el Campeonato Mundial de Patinaje de Velocidad sobre Hielo en Distancia Individual, plata en 2004 y bronce en 2003, y dos medallas en el Campeonato Mundial de Patinaje de Velocidad sobre Hielo en Distancia Corta, plata en 2005 y bronce en 2002.
Participó en dos Juegos Olímpicos de Invierno, en los años 1988 y 2002, ocupando el quinto lugar en Salt Lake City 2002, en la prueba de 500 m.

## Palmarés internacional
| Campeonato Mundial en Distancia Individual | Campeonato Mundial en Distancia Individual | Campeonato Mundial en Distancia Individual | Campeonato Mundial en Distancia Individual |
| Año                                        | Lugar                                      | Medalla                                    | Prueba                                     |
| ------------------------------------------ | ------------------------------------------ | ------------------------------------------ | ------------------------------------------ |
| 2003                                       | Berlín (Alemania)                          | Medalla de bronce                          | 500 m                                      |
| 2004                                       | Seúl (Corea del Sur)                       | Medalla de plata                           | 500 m                                      |
| Campeonato Mundial en Distancia Corta      |                                            |                                            |                                            |
| Año                                        | Lugar                                      | Medalla                                    | Prueba                                     |
| 2002                                       | Hamar (Noruega)                            | Medalla de bronce                          | Clasificación general                      |
| 2005                                       | Salt Lake City (Estados Unidos)            | Medalla de plata                           | Clasificación general                      |